# Sénat de la République (Italie)
Pour les articles homonymes, voir Sénat et Sénat de la République.
XIXe législature
Assemblée constituante
Palais Madame
Le Sénat de la République (en italien : Senato della Repubblica) est la chambre haute du Parlement italien. Il est composé de 200 sénateurs élus pour une législature de cinq ans, auxquels s'ajoutent jusqu'à cinq sénateurs à vie nommés par le président de la République ainsi que les anciens présidents de la République, qui le sont de droit.
Le bicamérisme italien étant parfait, cette assemblée législative détient les mêmes prérogatives que la Chambre des députés : ainsi, les sénateurs peuvent investir et renverser le gouvernement. De plus, les sénateurs et les députés sont généralement élus lors d'un scrutin commun.
Le Sénat siège au palais Madame, ancienne propriété romaine de la maison de Médicis.

## Composition
Sur 200 sénateurs élus, 196 le sont sur une base régionale dans chacune des vingt régions d'Italie et 4 dans une circonscription particulière pour les représentants des Italiens à l'étranger.
Ces sénateurs, âgés d'au moins 25 ans, sont élus par les électeurs italiens âgés d'au moins 18 ans. Sont également sénateurs de droit les anciens présidents de la République ainsi que cinq sénateurs à vie nommés par eux, qui se rajoute au total des sénateurs directement élus. Hormis ces particularités, le Sénat dispose du même système électoral et des mêmes prérogatives que la Chambre basse, la Chambre des députés (Camera dei deputati), l'Italie étant un régime parlementaire au bicamérisme parfait.
Le nombre de sénateurs élus était auparavant de 315. En vertu de la révision constitutionnelle adoptée par référendum en septembre 2020, le nombre de sénateurs passe à 200 après les Élections parlementaires de 2022.

## Compétences
L'article 55 de la Constitution de la République italienne dispose que le Parlement italien est composé de deux Chambres, la Chambre des députés et le Sénat, auxquelles la Constitution attribue des pouvoirs identiques, en vertu du principe de bicamérisme paritaire voulu par les constituants.
Pour résumer, les principales fonctions attribuées aux deux chambres sont :
- la révision constitutionnelle (art. 138) ;
- la fonction législative (art. 70 et suivants) ;
- la fonction de choix politique qui s'exprime à travers la confiance ou la défiance au gouvernement (art. 94) mais également au travers des motions, résolutions et ordres du jour, adoptés par le Parlement ;
- la fonction de contrôle de l'exécutif qui se concrétise moyennant les actes d'enquêtes (interrogations, questions, motions).

Selon l'art. 82 de la Constitution, chaque chambre peut décider d'enquêtes sur des matières d'intérêt public, en nommant des commissions ad hoc (y compris bicamérales), avec les mêmes pouvoirs que l'autorité judiciaire.
Qui plus est, les Chambres se réunissent, le cas nécessaire, en session conjointe ; une session présidée par le président de la Chambre des députés :
- l'élection du président de la République à laquelle participent également les délégués régionaux (art. 83) ;
- la mise en état d'accusation dudit président pour des crimes de haute trahison ou d'attentat à la constitution (art. 90) ;
- l'acceptation du serment de fidélité à la République et du respect de la Constitution par le chef de l'État, avant qu'il n'entre en fonction (art. 91) ;
- l'élévation d'un tiers des juges constitutionnels (art. 135) ainsi qu'un tiers des composants du Conseil supérieur de la magistrature (art. 104).

## Système électoral
Le Sénat, comme la Chambre, est élu au suffrage universel, direct et secret pour une durée de cinq ans, à moins d'une dissolution anticipée des chambres ou d'une seule par le président de la République. Le système utilisé est celui de la loi Rosatellum bis.
Il s'agit d'un système mixte parallèle : sur les 200 sièges à pourvoir, 74 sont pourvus au scrutin uninominal majoritaire à un tour tandis que 122 le sont au scrutin proportionnel plurinominal avec listes bloquées, sans panachage ni vote préférentiel. Enfin, 4 le sont par les italiens vivant à l'étranger selon un système proportionnel distinct, avec vote préférentiel. Le total de 200 sièges ainsi que le nombre de sièges de la diaspora sont fixés par l'article 57 de la constitution, et donc particulièrement difficiles à modifier. Le nombre de sièges par mode de scrutin est quant à lui fixé par l'application de ratios définis dans la loi électorale. Le nombre de sièges au scrutin majoritaire correspond ainsi à trois huitièmes, et le nombre de sièges à la proportionnelle à cinq huitièmes des 196 sièges restants pourvus en Italie.
La répartition des sièges à la proportionnelle se fait selon la méthode d'Hondt avec un seuil électoral de 3 % des suffrages au niveau national. Dans le cas de coalitions de partis, le seuil est relevé à 10 %, mais les coalitions le franchissant voient les partis les composant obtenir des sièges à partir de 1 % des suffrages.
Résumé graphique 
| Sénat de la République |                 |        |      |
|                        |                 |        |      |
| Méthode                | Méthode         | Sièges | %    |
|                        | Uninominal      | 74     | 37 % |
|                        | Proportionnelle | 122    | 61 % |
|                        | Expatriés       | 4      | 2 %  |

### Répartition avant la réduction
Avant l'amendement constitutionnel italien de 2020 sur la réduction du nombre de parlementaires approuvé par référendum les 20 et 21 septembre 2020, le total des sièges était de 315 répartis en 116 sièges au scrutin majoritaire, 193 à la proportionnelle, et 6 sièges pour les Italiens de l'étranger.

### Différences avec la Chambre des députés
Ce système est exactement le même qu'à la chambre basse, hormis que le nombre total de sénateurs est de 315 contre le double de députés à la chambre basse.
Jusqu'en 2021, la principale différence est cependant l'âge auquel les citoyens peuvent participer aux élections des deux chambres. Si l'ensemble des inscrits âgés de plus de 18 ans peuvent voter pour les élections de la chambre des députés, seuls ceux de plus de 25 ans le pouvaient pour les sénatoriales. De même, les sénateurs devaient également être âgés d'au moins quarante ans pour être candidats, contre 25 ans minimum pour les députés,.
Il en résulte par conséquent avant 2021 des répartitions des sièges légèrement différente, bien que longtemps sensiblement similaires, les élections des deux chambres ayant le plus souvent lieu simultanément. À partir de 1994, cette différence d'électorat mène cependant à quatre reprises à des majorités différentes dans l'une des deux chambres, une situation particulièrement instable dans un pays pratiquant le bicaméralisme parfait. Le gouvernement Berlusconi dispose ainsi en 1994 d'une majorité à la chambre, mais pas au Sénat. Deux ans plus tard, le Gouvernement Prodi dispose quant à lui d'une majorité au sénat et non à la chambre, une situation qui s'inverse en 2006. Pier Luigi Bersani ne dispose à son tour d'une majorité qu'à la chambre basse en 2013, bien que cette situation soit cette fois-ci le résultat d'une loi électorale différente de courte durée, dite Porcellum, la loi Rosatellum bis en vigueur rétablissant peu après le système électoral unique.
Ces résultats divergents amènent les parlementaires à décider en 2019 de permettre aux électeurs de plus de 18 ans de participer également aux élections sénatoriales. Le projet, qui porte sur l'article 58 de la constitution, est approuvé en commission des affaires constitutionnelles à l'unanimité des groupes parlementaires le 28 juin 2019, avant un examen au sénat à partir du 22 juillet. À l'initiative du parti démocrate, alors dans l'opposition, un second article est ajouté à l'amendement, abaissant l'âge minimum pour les candidats aux sénatoriales de quarante à vingt-cinq ans, soit le même que pour les législatives,.
L'amendement est voté en première lecture à la chambre par 487 voix pour, 5 contre et 7 abstentions le 31 juillet 2019, puis au Sénat par 125 voix pour, 0 contre et 84 abstentions le 9 septembre 2020. Le vote en seconde lecture à la chambre intervient finalement le 9 juin 2021, et voit le projet approuvé par 405 voix pour, 5 contre et 6 abstentions. Le second vote au Sénat qui intervient quant à lui le 9 juillet 2021, voit un résultat également positif avec 178 voix pour, 15 contre et 30 abstentions,,. La révision constitutionnelle entre en vigueur le 4 novembre 2021,,.

### Sénateurs à vie
Aux 200 élus s'ajoutent un petit nombre de sénateurs à vie (en italien : senatori a vita), les anciens présidents de la République siégeant de droit à vie au Sénat. À ceux-ci s'ajoutent jusqu'à cinq sénateurs à vie nommés par le président de la République parmi les citoyens qui ont contribué au renom de la Patrie pour de très hauts mérites dans le domaine social, scientifique, artistique ou littéraire.

## Dissolution
Le Sénat peut être le sujet d'une dissolution, précipitant ainsi la fin de la période législative quinquennale, par le président de la République ; cette dissolution peut être décidée par le chef de l'État si aucun gouvernement ne peut obtenir de majorité.

## Groupes parlementaires
| Groupe | Groupe                             | Positionnement     | Sénateurs | Président            |
| --- | ---------------------------------- | ------------------ | --------- | -------------------- |
| Frères d'Italie | FdI                                | Extrême droite     | 63 / 205  | Lucio Malan          |
| Parti démocrate - Italie démocrate et progressiste | PD-IDP                             | Centre gauche      | 37 / 205  | Francesco Boccia     |
| Ligue du Nord-Parti sarde d'action | LSP-PSd'Az                         | Extrême droite     | 29 / 205  | Massimiliano Romeo   |
| Mouvement 5 étoiles | MS5                                | Parti attrape-tout | 25 / 205  | Stefano Patuanelli   |
| Forza Italia - Berlusconi président-PPE | FI-BP-PPE                          | Centre droit       | 20 / 205  | Maurizio Gasparri    |
| Civiques d'Italie - Nous, modérés (UCD – Coraggio Italia – Nous avec l'Italie – Italie au Centre) - Mouvement associatif des Italiens à l'étranger -Centre populaire | Cd'I-UDC-NM (NcI, CI, IaC)-MAIE-CP | Centre droit       | 8 / 205   | Michaela Biancofiore |
| Italia Viva-Le Centre-Renew Europe | IV-C-RE                            | Centre             | 7 / 205   | Enrico Borghi        |
| Pour les autonomies | Aut. (SVP-Patt, Cb)                | Centre gauche      | 6 / 205   | Julia Unterberger    |
| Groupe Mixte | Mixte                              | –                  | 9 / 205   | Peppe De Cristofaro  |

## Présidence
Selon la Constitution, le Sénat doit tenir sa première réunion, au plus tard vingt jours après la tenue des élections parlementaires. Cette séance, présidée par le sénateur le plus âgé, procède à l'élection du président du Sénat, désigné, en principe, pour conduire la législature à son terme. La majorité absolue des sénateurs est, dans un premier temps, requise. Si, après trois tours de scrutin, celle-ci n'est pas atteinte, un quatrième tour de scrutin opposant les deux premiers candidats du troisième tour doit avoir pour issue la victoire de celui qui aurait remporté le plus grand nombre de suffrages ; dans le cas d'une stricte égalité entre ces deux candidats, le plus âgé est déclaré élu.
Le président du Sénat, outre la conduite des débats, représente la Chambre haute en Italie comme à l'étranger, préside la Conférence des présidents qui décide de l'ordre du jour étudié par les sénateurs, fait respecter le règlement au sein du Palais Madame et doit étudier la recevabilité des projets de loi avant leur inscription à l'ordre du jour par la Conférence des présidents.
Depuis le 13 octobre 2022, le Sénat de la République, pour la XIXe législature, est présidé par Ignazio La Russa, sénateur de Lombardie pour Frères d'Italie (FdI).

## Sénateurs à vie
Le Sénat comprend, à ce jour[Quand ?], cinq sénateurs à vie, nommés par le président de la République ou siégeant après avoir assumé la charge présidentielle, selon l'art. 59.1 et 59.2 de la Constitution de l'Italie :
- Pr Mario Monti, ancien commissaire européen, ancien président du Conseil, nommé le 9 novembre 2011 par le président Giorgio Napolitano ;
- Elena Cattaneo, neurobiologiste, nommée le 30 août 2013 par le président Giorgio Napolitano ;
- Renzo Piano, architecte, nommé le 30 août 2013 par le président Giorgio Napolitano ;
- Carlo Rubbia, physicien, nommé le 30 août 2013 par le président Giorgio Napolitano ;
- Liliana Segre, rescapée de la Shoah, nommée le 19 janvier 2018 par le président Sergio Mattarella.

## Réforme avortée
Mi-juillet 2014, le président du Conseil Matteo Renzi présente son projet de réforme du Sénat. Si ce projet parvient jusqu'à son terme, le Sénat n'aura plus de rôle exécutif, mais une mission consultative vis-à-vis de la Chambre des députés ; le « bicamérisme parfait » né en 1947 était jusque-là déclaré responsable de pesanteurs politiques et d'une profonde inertie. Il comportera 100 membres (74 conseillers régionaux, 21 maires et 5 personnalités désignées pour 7 ans par le président de la République) contre 321 aujourd'hui ; ils ne seront plus rémunérés, ce qui représentera une économie de 500 millions d'euros pour l'État.
Ce projet de réforme, le plus important depuis la fondation de la République, prévoit également un rétrécissement du collège électoral chargé d'élire le président de la République (actuellement, ils sont 1 000 membres) mais non plus une baisse du nombre de députés.
Le projet est rejeté par référendum le 4 décembre 2016.